# 安田隆夫
安田 隆夫（やすだ たかお、1949年（昭和24年）5月7日 - ）は、日本の実業家。総合ディスカウントストア「ドン・キホーテ」の創業者。

## 経歴
1949年5月7日、岐阜県大垣市生まれ。
父親は工業高校の技術科の教師で、テレビはNHK以外見ないようにと言われるような堅い家庭であった。その後、保守的な地元や実家から抜け出したい思いで慶應義塾大学に進学する。しかし、裕福な家庭出身の「慶応ボーイ」たちとのそりが合わず、入学後2週間ほどで大学に行かなくなり、沖仲仕（港湾労働）などで収入を得た。
1973年、慶應義塾大学法学部卒業。
大学卒業後は経営者になるノウハウを得ようと小規模な不動産会社に入社したが、そこは原野商法を手掛ける悪徳企業で、さらに安田が入社した10か月後に倒産した。それから数年、賭け麻雀で生計を立て、800万円の開業資金を貯める。
1978年、この800万円を元手に東京・杉並区西荻窪に18坪のディスカウントショップ「泥棒市場」を開業する。安田は徒手空拳で雑貨店を始めたため、いきあたりばったりで借りた物件であり、最寄り駅からは遠く、駐車場もなく、幹線道路にも面していないという、物販業には全く向いていない立地であった。「泥棒市場」という奇をてらった名前にしたのは、当時は大型チェーンストアの全盛期であり、個人営業の零細店舗が注目されることを目的として安田が強烈なネーミングにしたかったことと、店の看板スペースが小さく、せいぜい4文字程度しか入らなかったことによる。
安田は一人で「泥棒市場」を経営していたため、深夜に商品の仕分けや値札貼りを行っていたところ、通行人から「店は営業しているのか」と尋ねられた。このことをきっかけに「泥棒市場」は深夜営業を始め、これがブレイクして成功を収める。また、この際に現在のドン・キホーテの店内陳列の基本となっている「圧縮陳列」と手書きによる「POP洪水」の原型が構築された。
1980年、個人事業だった「泥棒市場」を法人化。小売業の株式会社ジャスト（現：株式会社パン・パシフィック・インターナショナルホールディングス）を設立し代表取締役社長。
ディスカウントストアの問屋業に参入するために「泥棒市場」の店舗は開業後5年ほどで他人に売却し、1983年に現金卸売業の「株式会社リーダー」を設立。「リーダー」は最盛期に年商50億円を超えた。
卸売業の成功で満足しなかった安田は、休眠状態にしていた「株式会社ジャスト」による小売業への再参入を決意し、1989年3月、東京・府中市に「ドン・キホーテ」1号店を開業した。「泥棒市場」の反省を活かし、好立地の物件を確保したものの、当初は月1000万円の赤字を出しており、「リーダー」の利益で「ドン・キホーテ」1号店の赤字を補填せざるを得ない状況であった。
1993年11月に、2号店の「ドン・キホーテ杉並店」を開店。この時点で、1号店の府中店の年間売上は20億円を突破しており、「ドン・キホーテ」のビジネスモデルが成功することを安田は確信した。杉並店の初年度の年間売上は15億円であった。
この頃から安田は小売業に専念し始めるようになる。「リーダー」は外販を縮小するとともに、卸売機能自体は「株式会社ドン・キホーテ」の内部に事実上組み込まれ、2011年6月に「株式会社リーダー」は清算された。
なお、1号店の府中店は2006年6月に全面改築を行ってリニューアルしたが、杉並店は借地契約の満了と近隣の自社店舗との競合により、2003年に閉店した。
1995年9月、「株式会社ジャスト」の商号を「株式会社ドン・キホーテ」に変更。
1996年、「株式会社ドン・キホーテ」を株式店頭公開。
1998年、「株式会社ドン・キホーテ」を東証二部上場。
2000年、「株式会社ドン・キホーテ」を東証一部上場。
2005年9月、「株式会社ドン・キホーテ」の代表取締役会長兼CEO。
2005年12月、財団法人安田奨学財団理事長。
2007年1月、ドイト取締役。
2007年11月、長崎屋取締役会長。
2008年3月、ディワン取締役。
2009年4月、日本商業施設取締役。
2013年12月、会社分割によりグループ経営管理を除く全ての事業を「株式会社ドン・キホーテ」（2代目）に承継し、「株式会社ドンキホーテホールディングス」へ商号変更。
2015年6月、ドンキホーテホールディングス代表取締役会長兼CEOを退任、グループ全体の創業会長兼最高顧問。またアジア事業の最高責任者として、Pan Pacific International Holdings (現：Pan Pacific Retail Management (Singapore))会長兼社長兼CEO。
2017年12月、シンガポールにアジア初出店となる「DON DON DONKI」オーチャードセントラル店を創業。シンガポール7店舗、香港3店舗、タイ・バンコクに2店舗をオープン。
2019年、株式会社パン・パシフィック・インターナショナルホールディングス（旧：株式会社ドンキホーテホールディングス）取締役（非常勤）に復帰。
2025年7月、週刊文春の取材にて自身が2023年末に小細胞肺がんと診断され、取材時点で末期がんであることを公表。

## エピソード
格闘技への造詣が深いことでも知られ、PRIDEや女子レスリング、内藤大助などのスポンサーを引き受け、SRCを主催するワールドビクトリーロードの副会長も務めた。
2015年に桜花賞を制したレッツゴードンキの馬主・廣崎利洋と親しく、馬名の名付け親となった。

## 著書
- 「流通革命への破天荒な挑戦!-ビジネスの原点は「常識」を疑うことだ」（1997年、広美出版事業部）
- 「ドン・キホーテの「4次元」ビジネス-新業態創造への闘い」（2000年、広美出版事業部）
- 「土壇場の逆転力」（2002年、海潮社）
- 「ドン・キホーテ闘魂経営-ゼロから始める成功の極意」（2005年、徳間書店、月泉博との共著）
- 「情熱商人-ドン・キホーテ創業者の革命的小売経営論」（2013年、商業界、月泉博との共著）
- 「安売り王一代　私の「ドン・キホーテ」人生」（2015年、文春新書、月泉博との共著）
- 「運　ドン・キホーテ創業者「最強の遺言」」（2024年、文春新書、月泉博との共著）
- 「圧勝の創業経営」（2025年、文春新書、入山章栄・北尾吉孝・似鳥昭雄・藤田晋との共著）